# آب‌انبار دولت‌آباد
آب‌انبار دولت‌آباد مربوط به دوره زند است و در یزد، خیابان ایرانشهر،محله چهار منار، در باغ دولت‌آباد واقع شده و این اثر در تاریخ ۱۷ اسفند ۱۳۸۱ با شمارهٔ ثبت ۷۷۶۷ به‌عنوان یکی از آثار ملی ایران به ثبت رسیده است.